# Glenn Murray
Glenn Murray (* 25. September 1983 in Maryport) ist ein ehemaliger englischer Fußballspieler.

## Karriere

### Carlisle United und AFC Rochdale
Nach seinen ersten Stationen beim AFC Workington, Wilmington Hammerheads und dem AFC Barrow wechselte der 21-jährige Glenn Murray im Dezember 2004 zum Fünftligisten Carlisle United und erreichte nach einem Erfolg im Play-off-Finale der Saison 2004/05 (1:0 gegen den FC Stevenage) den Aufstieg in die vierte Liga. Die Spielzeit in der Football League Two 2005/06 beendete der Aufsteiger mit Glenn Murray (26 Ligaspiele/3 Tore) als Meister und sicherte sich damit den direkten Aufstieg in die dritte Liga. Im Verlauf der Saison 2006/07 spielte er auf Leihbasis für die Viertligisten Stockport County und AFC Rochdale, ehe er am 4. Januar 2007 auf fester Vertragsbasis nach Rochdale wechselte. Insgesamt erzielte Murray 2006/07 für den AFC Rochdale sechzehn Ligatreffer.

### Brighton & Hove Albion
Nachdem er in der Hinrunde der Saison 2007/08 seine Treffsicherheit für Rochdale bewahren konnte (neun Ligatreffer), verpflichtete am 25. Januar 2008 der Drittligist Brighton & Hove Albion den 24-jährigen Angreifer. Nach zweieinhalb Spielzeiten im Tabellenmittelfeld der Football League One gewann der Verein in der Saison 2010/11 die Drittligameisterschaft. Glenn Murray erzielte 22 Treffer und belegte damit in der Torschützenliste hinter Craig Mackail-Smith (27 Treffer) von Peterborough United den zweiten Platz.

### Crystal Palace
Murray entschied sich nach Ablauf der Spielzeit gegen eine Vertragsverlängerung in Brighton und wechselte ablösefrei zum Zweitligisten Crystal Palace. Nach einer sowohl für ihn (38 Ligaspiele/6 Tore), als auch für den Verein durchschnittlichen Football League Championship 2011/12, gestaltet sich die Saison 2012/13 deutlich erfolgreicher. Murray erzielte im Verlauf der Hinrunde bislang 15 Treffer und hat damit einen entscheidenden Anteil an der Tabellenführung seiner Mannschaft. Am 12. Oktober 2012 wurde er als Spieler des Monats September der zweiten Liga ausgezeichnet.

### AFC Bournemouth & Rückkehr nach Brighton
Zu Beginn der Saison 2015/16 wechselte Murray für 4 Millionen £ (etwa 5,4 Mio. Euro) zum Erstligaaufsteiger AFC Bournemouth. Dort absolvierte er 22 Pflichtspiele und kehrte vorzeitig im Juli 2016 nach Brighton zurück. Bei Brighton war er ein Schlüsselspieler mit 45 Zweitligaeinsätzen in der Saison 2016/17, die dem Klub den Aufstieg in die Premier League bescherte. Nach drei Erstligajahren für Brighton fiel er in der Hackordnung zurück und in der Saison 2020/21 wurde er an die Zweitligisten FC Watford und Nottingham Forest ausgeliehen. Ende Mai 2021 verkündete er schließlich seinen Rücktritt als Profisportler.